# ミラー・ボーイ
『ミラー・ボーイ』（Mirror Boy）は、IZAMの小説。

## 概要
主人公であるレンと彼を取り巻く人間たちとの交流を描いた小説である。「六本木、午前零時」「カイとゲルダの物語」「古代魚・ピラルクーの夢」「東京」の4部構成となっている。
「ぼく」という一人称が使われていることと、あとがきの表記などから、自伝的な部分もあると考えられる。